# Henry Charles Loyd
Sir Henry Charles Loyd, britanski general, * 1891, † 1973.